# Maurolicus walvisensis
Maurolicus walvisensis är en fiskart som beskrevs av Nikolai V. Parin och Kobyliansky, 1993. Maurolicus walvisensis ingår i släktet Maurolicus och familjen pärlemorfiskar. Inga underarter finns listade i Catalogue of Life.